# Stazione di Santa Giustina-Cesio
Stazione di Santa Giustina-Cesio vasútállomás Olaszországban, Veneto régióban, Santa Giustina településen, mely a közeli Cesiomaggiore községet is kiszolgálja.

## Vasútvonalak
Az állomást az alábbi vasútvonalak érintik:
- Calalzo–Padova-vasútvonal

## Kapcsolódó állomások
A vasútállomáshoz az alábbi állomások vannak a legközelebb: 
- Stazione di Sedico-Bribano
- Stazione di Busche-Lentiai-Mel